# Escola de les lleis
Fajia o Escola de les lleis, també coneguda com a legalisme o legisme (en xinès 法家, en pinyin fǎjiā, 'escola de les lleis'), va ser un dels principals corrents de pensament xinesos que aparegueren durant el període dels regnes combatents (entre els anys 480 i 221 aC). Es tracta d'una doctrina política estrictament utilitarista que considerava com a poc importants a nivell pràctic les qüestions transcendentals com el propòsit de la vida o l'estudi de la naturalesa. El partidari més famós d'aquesta escola va ser Han Fei Zi (韩非 子), que defensava que per a garantir l'eficàcia d'un govern s'han d'utilitzar les tres eines següents:
- Fa (en xinès 法, pinyin fǎ, 'llei', 'principi'): les lleis han d'estar clarament escrites i ser ben conegudes del públic. Tothom ha de ser igual davant la llei. Les lleis haurien de recompensar a aquells que les compleixen i castigar aquells que les desobeeixen. D'aquesta manera es garanteix que les mesures adoptades són sistemàticament predictibles. A més a més, el sistema de llei l'executa l'estat, no el governant, sent una afirmació de la regla de llei. Si la llei no es fa complir, fins i tot un governant feble serà fort.
- Shu (术, shù, 'mètode', 'tàctica', 'art'): tàctiques especials i "secretes" del governant per assegurar-se que ningú pretén al control de l'Estat.
- Shi (势, shì, 'legitimitat', 'poder', 'carisma'): el que compta és l'esperit de la llei i no la llei en si mateixa. Per tant, l'anàlisi de les tendències, el context i els fets són essencials per a un veritable governant.